# Kammamma
Kammamma era una ciutat del nord-est de l'Imperi Hitita, poblada per kashkes però en territori de domini hitita.
Mursilis III en la seva primera campanya va combatre els kashkes d'Ishupitta, abans vassalls i que s'havien rebel·lat. Els va derrotar però no els va vèncer completament. A la segona campanya, l'any següent, els va derrotar altra vegada, però els caps de la revolta, Pazzanna i Nunnuta, antics vassalls, van poder fugir. Mursilis es va dirigir a la ciutat de Palhwisa (Palhwišša) que va incendiar i d'on va emportar-se captius, vaques i ovelles, que va portar a Hattusa. Les tropes auxiliars que tenia aquella ciutat no li van presentar resistència, i van fugir.
Va tornar a Ishupitta i va conquerir la ciutat d'Istahara on va acampar. Mentrestant, els fugitius Pazzanna i Nunnuta s'havien dirigit a Kammamma on van reclutar contingents locals poc experimentats que no eren enemic per l'exèrcit regular hitita. El rei va escriure als dirigents de la ciutat exigint l'entrega dels dos rebels, i si no ho feien atacaria la ciutat i la destruiria, i consagraria Palhwisa (on abans havien anat a refugiar-se els fugitius) al déu de les Tempestes i "la declararé sagrada perquè ningú no hi pugui habitar". La ciutat, espantada, va agafar als dos rebels i els va matar i després es va sotmetre a Mursilis. Això va pacificar el país kashka i el rei va passar l'hivern a Ankuwa.